# Aviron aux Jeux africains
Les compétitions d'aviron font partie du programme des Jeux africains. Cette discipline fait partie des sports présents lors de l'édition des Jeux africains de 2007 à Alger. La dernière présence a lieu en 2019 à Rabat.

## Éditions
| Édition | Ville | Pays    |
| ------- | ----- | ------- |
| 2007    | Alger | Algérie |
| 2019    | Rabat | Maroc   |

## Médailles par pays
à jour après les Jeux de 2019
| Rang  | Nation         | Or | Argent | Bronze | Total |
| ----- | -------------- | -- | ------ | ------ | ----- |
| 1     | Algérie        | 8  | 2      | 5      | 15    |
| 2     | Égypte         | 3  | 6      | 8      | 17    |
| 3     | Afrique du Sud | 2  | 5      | 0      | 7     |
| 4     | Tunisie        | 4  | 4      | 2      | 10    |
| 5     | Maroc          | 0  | 0      | 1      | 1     |
| 5     | Zimbabwe       | 0  | 0      | 1      | 1     |
| Total | Total          | 17 | 17     | 17     | 51    |